# 德梅角
德梅角是南極洲的海岬，位於南設得蘭群島的喬治王島，處於阿德默勒爾蒂灣入口處西部，由讓-巴蒂斯特·夏古率領的法國探險隊命名。
62°13′S 58°26′W / 62.217°S 58.433°W